# Wilhelm Hirte (Weltumsegler)
Wilhelm Hirte (* 1. September 1902 in Bremerhaven; † 16. November 1991 in Hannover) war ein deutscher Gastronom und Weltumsegler, Weltrekordhalter und Stifter der nach ihm benannten Wilhelm-Hirte-Stiftung.

## Leben
Geboren in Bremerhaven als Sohn eines Kaufmanns, studierte Wilhelm Hirte Betriebswirtschaftslehre an der Universität Hamburg sowie an der Universität zu Köln, bevor ihn seine Lehr- und Wanderjahre durch Europa und nach Amerika und Afrika führten.
Zurück in Deutschland stieg Hirte in den Wirtschaftszweig der Gastronomie ein. Der begeisterte Sportsegler nahm während der Zeit des Nationalsozialismus an den Ausscheidungsregatten für die Olympischen Sommerspiele 1936 teil. Im Jahr des Ausbruchs des Zweiten Weltkrieges war der Gastronom 1939 Eigentümer „der Kurhäuser in Swinemünde und Kolberg [an der Ostsee]“, nach dem Krieg floh er mit einem Fahrrad und einem Faltboot ins Ausland.

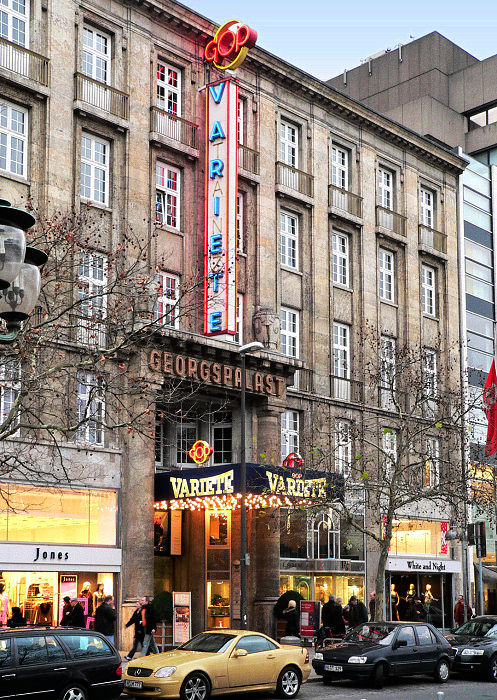
Nach dem Zweiten Weltkrieg ließ Wilhelm Hirte den Georgspalast umbauen

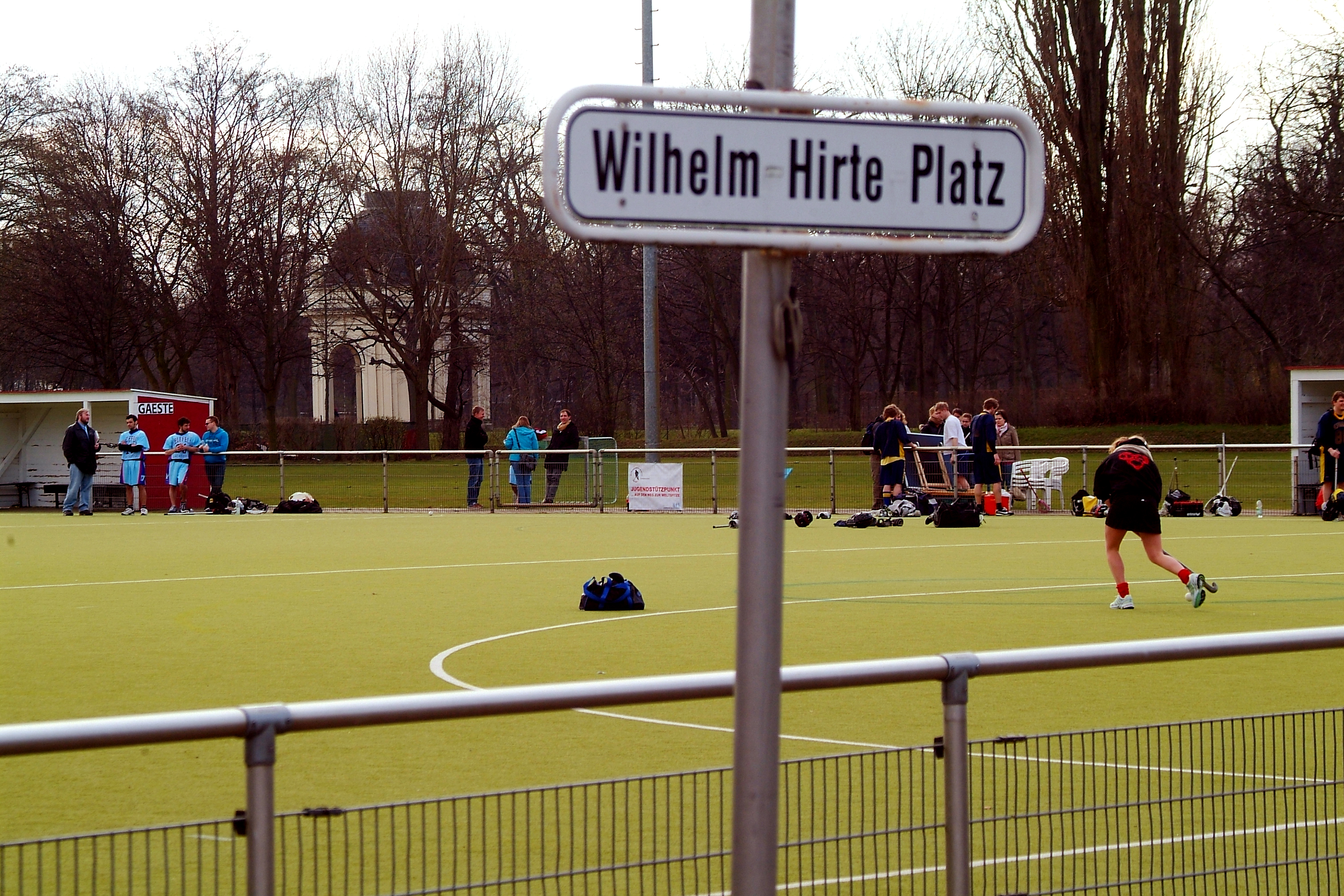
Der Wilhelm Hirte Platz des Deutschen Hockey Clubs Hannover nahe der Graft vom Großen Garten in Herrenhausen

Nach der Befreiung vom Nationalsozialismus eröffnete Wilhelm Hirte in dem durch die vorherigen Luftangriffe auf Hannover ausgebombten Gebäude des Georgspalasts (GOP) seine Georgstuben. In kurzer Folge übernahm er im Zuge des Wirtschaftswunders und des Wiederaufbaus dann auch die verschiedenen GOP-Betriebe mit dem Varieté und der Gondel sowie das Haus der 1000 Schnäpse, die Operngaststätten sowie die Gaststätten am Maschsee. Für den Umbau des Georgspalastes (Architekten: Grau, Schweger + Partner, Hamburg/Hannover) trat Hirte als Bauherr auf. Bis 1967 veräußerte Hirte seine Betriebe dann wieder und stieg stattdessen in internationale Anlagengeschäfte ein.
Im Laufe seines Lebens hatte der Wahlhannoveraner drei Mal einen Segel-Weltrekord aufgestellt. 1977 erhielt er einen Eintrag in Guinness-Buch der Rekorde.
Wilhelm Hirte, der zu den reichsten Männern der niedersächsischen Landeshauptstadt gehörte, errichtete die nach ihm benannte Wilhelm-Hirte-Stiftung.

## Ehrungen
- Der Deutsche Hockey Club Hannover organisiert mit dem jährlich stattfindenden Wilhelm-Hirte-Cup „das größte Kinderturnier in Norddeutschland“;[4] So nahmen 2012 46 Hockey-Mannschaften unter anderem aus Berlin, Bremen, Düsseldorf, Hamburg, Lübeck und Mülheim an der Ruhr daran teil.[5]
- Das Cochlear Implant Centrum (CIC) „Wilhelm Hirte“ Hannover im Stadtteil Hannover-Bult hält in seinem Namen die Erinnerung an den Stifter wach.[6]

## Der Wilhelm-Hirte-Gedächtnispreis
Der Wilhelm-Hirte-Gedächtnispreis wurde von der Wilhelm-Hirte-Stiftung eingerichtet und erstmals 1999 an der Medizinischen Hochschule Hannover vergeben (an die Mediziner Gerald Neitzke und Professor Dieter Bitter-Suermann). 2002 wurde der Preis „zur Förderung herausragender Leistungen in der klinischen Lehre“ beispielsweise an das Praktikum Notfallmedizin des Zentrums Anästhesiologie der MHH vergeben (Direktor: Siegfried Piepenbrock).